# Религии за мир
Религии за мир (англ. Religions for Peace, RfP) — это неправительственная межрелигиозная организация для содействия установлению мира, основанная в 1970 году. Предыстория организации начинается с 1961 года.

## Структура
Организация имеет представительство более чем в 90 странах мира. Штаб-квартира Международного секретариата находится в Нью-Йорке. Региональные конференции проводятся в Европе, Азии, на Ближнем Востоке, в Африке и Америке.

## Деятельность
Первая Всемирная конференция была созвана в Киото, Япония, 16-21 октября 1970 года. В то время организация носила название World Conference of Religions for Peace (WCRP) и была позднее переименована.
Вторая Всемирная ассамблея прошла в Левене, Бельгия, в 1974 году, третья — в Принстоне, Нью-Джерси, США, четвертая — в Найроби, Кения, в 1984 году, пятая — в Мельбурне, Австралия, в 1989 году, шестая — в Рива-дель-Гарда, Италия, в 1994 году, седьмая — в Аммане, Иордания, в 1999 году, восьмая — в Киото в 2006 году, девятая — Всемирная ассамблея в Вене, Австрия в 2013 году, и десятая — в Линдау, Германия, в 2019 году.

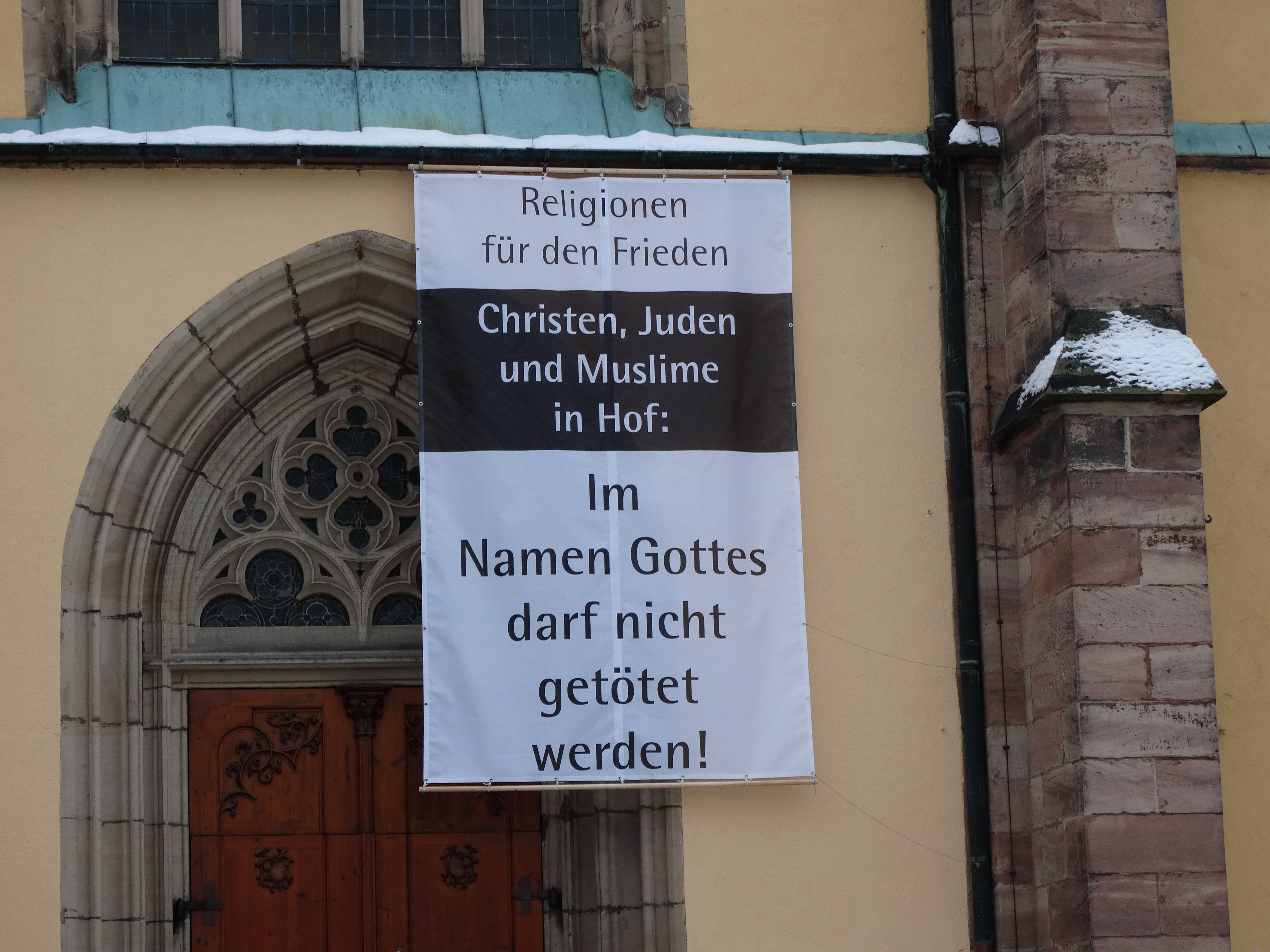

## Признание
В 2020 году Муниб Юнан, представляющий «Религии за мир», стал лауреатом Премии мира Сонхак. В том же году организация была номинирована на Freedom of Worship «Свобода вероисповедания» организации Four Freedoms Award.
Организация имеет консультативный статус при Экономическом и Социальном Совете ООН, ЮНЕСКО и ЮНИСЕФ и является одним из самых больших межконфессиональных движений в мире.